# Milanski edikt
Milanski edikt (latinsko Edictum Mediolanense) je verski tolerančni edikt iz leta 313, ki je izenačil  kristjane v Rimskem cesarstvu s pripadniki drugih verstev, kar je zanje pomenilo svobodo verovanja in poslednično prekinitev preganjanja. To je bil drugi tolerančni edikt po tistem iz Serdike iz leta 311. 

## Zgodovina
Februarja 313 je v Milanu cesar Konstantin I., vladar zahodnega dela cesarstva, prisostvoval poroki svoje sestre Kostance z Licinijem, vladarjem vzhodnega dela. Med slavjem je Licinij izvedel, da si Maksimin Daja, njegov sovladar, z orožjem osvaja oblast, za kar je že prekoračil Bospor in zavzel Bizanc (Bospor je bil razmejitvena črta med Licinijevo in Maksiminovo oblastjo.). Zato se je Licinij takoj vrnil domov. Čeprav je Maksimin zbraj vojsko 70.000 mož, ga je Licinij premagal v bitki pri Hadrijanoplu. Takoj za tem je izdal edikt, za katerega sta se bila vladarja dogovorila v Milanu, zato se imenuje po tem mestu.
Zanimivo je, da je edikt pripravil za objavo Licinij, ki je bil pogan, in ne Konstantin, ki je že bil pridružen kristjan. Verjetno je treba stvar pripisati različnemu značaju vladarjev: Licinijev cilj je bil predvsem z dejanji nasprotovati Maksiminu, Konstantin pa je iskal samo sožitje med pripadniki različnih ver v državi. Vendar pa, čeprav je Konstantin omogočil versko svobodo tako kristjanom kot poganom in drugim verstvom, je aktivno podpiral samo krščanstvo. Šele kasneje, leta 380, je cesar Teodozij izdal Solunski edikt, ki je določil krščanstvo za državno vero. Kmalu je prepovedal vse drugoverske obrede in preimenoval prvi dan v tednu iz dies Solis (dan posvečen bogu Soncu) na dies Dominica (Gospodov dan).
Nasprotno je Licinij kmalu odstopil od sporazuma, sklenjenega v Milanu, in se spet opredelil proti krščanstvu. Prav zaradi tega odstopa in nato poraza v bitki s Konstantinom je Licinijevo ime ostalo v ozadju in Milanski edikt se je skozi zgodovino vedno povezoval le na Konstantina.

## Oblika in vsebina listine
Dokument je ohranjen v Laktancijevem delu De Mortibus Persecutorum in v Evzebijevi Cerkveni zgodovini, besedili pa se med seboj znatno razlikujeta.  Ostaja nedorečeno vprašanje, katero besedilo je izvirni prepis dokumenta. Laktancijeva različica ni v obliki edikta, ampak je Licinijevo pismo upraviteljem provinc v delih Vzhodnega cesarstva, ki jih je kasneje istega leta osvojil, ko je porazil Maksimina Dajo, in ki ga je objavil v prestolnici Nikomediji.
Po Laktanciju je vsebina edikta sledeča:
»Zato sva midva, Konstantin Avgustus in Licinij Avgustus, ko sva se prijateljsko srečala v Milanu in se pogovorila o vseh zadevah javne koristi in varnosti, postavila med določbe, ki koristijo mnogim osebam ali ki jih smatrava za nujne, tiste o božjem čaščenju, da se prizna kristjanom in vsem ostalim pravica do katerekoli vere hočejo, tako da božanstvo, ki je v nebesih, katerokoli je, dodeli mir in blagostanje nam in našim podložnikom.«
»Cum feliciter tam ego Constantinus Augustus quam etiam ego Licinius Augustus apud Mediolanum convenissemus atque universa quae ad commoda et securitatem publicam pertinerent, in tractatu haberemus, haec inter cetera quae videbamus pluribus hominibus profutura, vel in primis ordinanda esse credidimus, quibus divinitatis reverentia continebatur, ut daremus et Christianis et omnibus liberam potestatem sequendi religionem quam quisque voluisset, quod quicquid [est] divinitatis in sede caelesti, nobis atque omnibus qui sub potestate nostra sunt constituti, placatum ac propitium possit existere.«
Laktancij, De mortibus persecutorum, XLVIII.
V nadaljevanju je zapovedana takojšnja vrnitev zaplenjenih cerkva z vsem pripadajočim imetjem.

## Zgodovinski pomen listine
Milanski edikt je v glavnem potrdilo Galerijevega edikta, po katerem je krščanska vera enakopravna vsem drugim verovanjem v državi. Cesarja sta hotela le poudariti njegovo veljavo, in sicer iz dveh različnih razlogov. Licinij je hotel nastopiti proti Maksiminu, ki je po Galerijevi smrti spet preganjal kristjane, kar je bilo v nasprotstvu z novo državno politiko. Konstantinov razlog za obnovo edikta je bilo priznanje dejanskega stanja v državi, kjer so se kristjani že uspešno uveljavili v skupnosti in zasedli tudi pomembne politične položaje. Moderni zgodovinarji so mnenja, da sta se vladarja sporazumela za potrditev Galerijevih napotkov v glavnem z namenom, da bi s pridobitvijo različnih filozofskih stališč pripomogla k utrditvi državne oblasti. Dejansko je do tega prišlo le v zahodnem delu države, tudi zaradi poznejšega Licinijevega odstopa od sporazuma. 
Z Milanskim ediktom se je začel tako imenovani mir Cerkve. ki je oznaka za dobo, v kateri se začne krščanstvo bližati državnim oblastem. Konstantinov interes za liberalizacijo krščanstva je bil v glavnem političnega značaja. Zavezništvo z maso kristjanov je bilo prvi korak za širjenje po Evropi. Najprej je uvedel nauk, po katerem je vladar pred Bogom odgovoren za duševni blagor svojih državljanov, zato mora skrbeti za ohranitev vere, za preganjanje krivovercev in za enotnost skupnosti. Tako mišljenje se je počasi razvilo do istovetenja Božje volje z vladarjevo voljo, kar je privedlo do cezaropapizma.